# Маркам
Маркам (тиб. སྨར་ཁམས་རྫོང་, Вайли: smar khams rdzong, кит. упр. 芒康县, пиньинь Mángkāng xiàn) — уезд в городском округе Чамдо, Тибетский автономный район, КНР.

## История
Когда в 1950 году китайские войска вошли в Тибет, губернатор Келсанг Вангду восстал, в результате чего уезды Нинцзин (宁静县) и Яньцзин (盐井县) без боя перешли на китайскую сторону. В 1960 году уезд Яньцзин был присоединён к уезду Нинцзин (став Насиской национальной волостью). В 1965 году уезд Нинцзин был переименован в Маркам.

## Административное деление
Уезд делится на 2 посёлка, 13 волостей и 1 национальную волость:
- Посёлок Гартог (嘎托镇)
- Посёлок Ронгмай (如美镇)
- Волость Бангда (帮达乡)
- Волость Чубалуг (朱巴龙乡)
- Волость Цонга (措瓦乡)
- Волость Гардо (昂多乡)
- Волость Гойбо (戈波乡)
- Волость Манглинг (莽岭乡)
- Волость Могшё (木许乡)
- Волость Норнай (洛尼乡)
- Волость Чизонг (徐中乡)
- Волость Чойден (曲登乡)
- Волость Чуцайка (曲孜卡乡)
- Волость Сурдешё (索多西乡)
- Волость Дзагшё (宗西乡)
- Насиская национальная волость (纳西族乡)